# Inertie du climat
L'inertie climatique est le phénomène par lequel les systèmes climatiques montrent une résistance ou une lenteur aux changements de facteurs importants, tels que les niveaux de gaz à effet de serre (GES).
Dans le contexte du changement climatique, l'inertie du réchauffement est très faible, dans le sens où atteindre des émissions nettes nulles de dioxyde de carbone (CO2) permettrait de stopper en quelques décennies l'augmentation de la température moyenne de la surface de la Terre, qui resterait toutefois supérieure à son niveau pré-industriel.
En revanche, certaines conséquences du réchauffement climatique ont une forte inertie : l'élévation du niveau de la mer, par exemple, se poursuivra pendant des siècles, même si la neutralité carbone est atteinte (le rythme de l'élévation dépend néanmoins de l'ampleur des émissions de GES), en raison notamment de l'effusivité thermique des océans.

## Inertie thermique
L'inertie thermique de l'océan retarde un certain réchauffement climatique pendant des décennies ou des siècles. Il est pris en compte dans les modèles climatiques mondiaux et a été confirmé par des mesures du bilan énergétique de la Terre. Le pergélisol met plus de temps à réagir au réchauffement de la planète en raison de l'inertie thermique, due aux matériaux riches en glace et à l'épaisseur du pergélisol.
La sensibilité climatique transitoire observée et la sensibilité climatique d'équilibre sont proportionnelles à l'échelle de temps de l'inertie thermique. Ainsi, la sensibilité climatique d'équilibre de la Terre s'ajuste au fil du temps jusqu'à ce qu'un nouvel équilibre d'état stationnaire soit atteint.

## Inertie du réchauffement
Le sixième rapport d'évaluation du GIEC confirme — c'est envisagé depuis au moins 2008 — que lorsque les émissions de CO2 deviennent nulles (zéro émission nette de CO2), le réchauffement de la surface terrestre cesse en quelques décennies, la température moyenne se stabilise approximativement,,,.

## Inertie de la calotte glaciaire
Atteindre la neutralité carbone n'empêcherait pas la fonte des calottes glaciaires de se poursuivre au moins jusqu'en 2100, selon le sixième rapport d'évaluation du GIEC, participant ainsi à l'élévation du niveau de la mer pendant plusieurs siècles,. Cette évolution négative de la masse des calottes glaciaires n'est en outre pas réversible à des échelles de temps humaines (moins d'un millénaire), même avec une stabilisation des températures atmosphériques, en raison des boucles de rétroaction positives qui amènent leur fonte à s'auto-entretenir.

## Inertie écologique
Selon l'écosystème, les effets du changement climatique pourraient se manifester rapidement, tandis que d'autres mettront plus de temps à réagir. Par exemple, le blanchissement des coraux peut se produire au cours d'une seule saison chaude, tandis que les arbres peuvent persister pendant des décennies dans un climat changeant, mais être incapables de se régénérer. Les changements dans la fréquence des événements météorologiques extrêmes pourraient perturber les écosystèmes en conséquence, en fonction des temps de réponse individuels des espèces.

## Implications politiques de l'inertie
Le GIEC a conclu que l'inertie et l'incertitude du système climatique, des écosystèmes et des systèmes socio-économiques impliquent que des marges de sécurité doivent être prises en compte. Ainsi, il est nécessaire de définir des stratégies, des objectifs et des calendriers pour éviter les interférences dangereuses dues au changement climatique. En outre, le GIEC a conclu dans son rapport de 2001 que la stabilisation de la concentration de CO2, la température ou le niveau de la mer est affecté par :
- L'inertie du système climatique, qui entraînera la poursuite du changement climatique pendant une période après la mise en œuvre des mesures d'atténuation ;
- L'incertitude quant à la localisation d'éventuels seuils de changement irréversible et au comportement du système dans leur voisinage ;
- Le fait que le temps s'écoule entre l'adoption des objectifs d'atténuation et leur réalisation.